# Travelcard

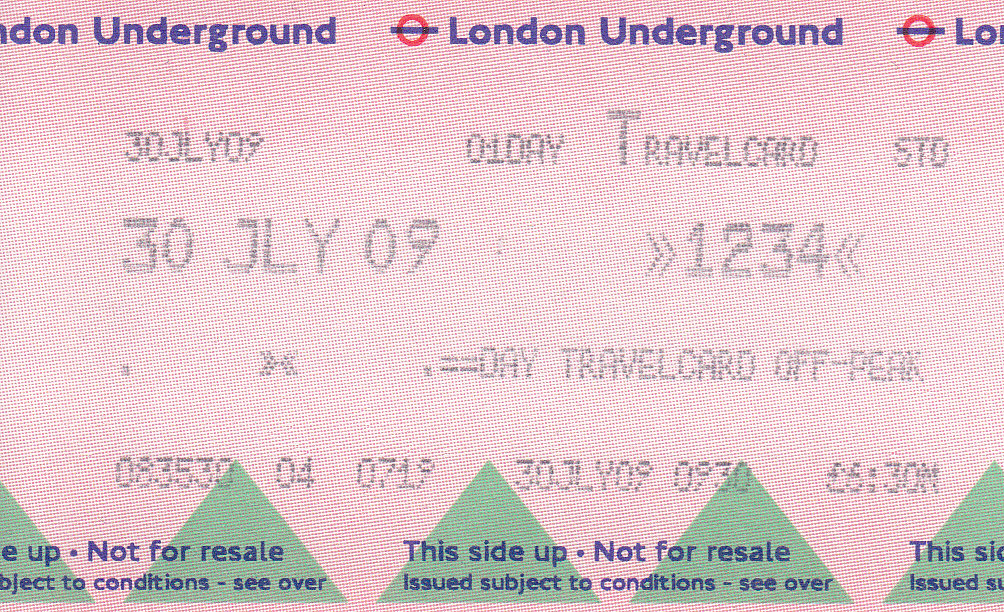
Papírová jízdenka londýnského metra pro zóny 1, 2, 3 a 4

Travelcard je papírová jízdenka pro městskou hromadnou dopravu v oblasti Velkého Londýna s různou dobu platnosti od jednoho dne do jednoho roku. Jízdenku lze zakoupit v prodejnách Transport for London a National Rail a je ji možno použít na linkách obou provozovatelů.

## Historie
Před zavedením systému Travelcard museli cestující v Londýně platit odděleně v různých typech dopravních prostředků. To působilo velké obtíže, protože to vedlo ke zpožděním a nutnosti mít průkazky pro různé typy dopravy.
V roce 1981 byl zaveden integrovaný systém jízdného pro linkové autobusy a metro. V lednu 1985 byl tento systém rozšířen na hlavní železniční trasy v Londýně. V 80. a 90. letech 20. století byl rozšířen i na nově vznikající druhy dopravy.
Do roku 1980 existovaly dva druhy jízdenek – Travelcard, která platila v autobusech a metru a Capitalcard, která platila v autobusech, metru a na železnici. Současná Travelcard je ekvivalentem druhého typu jízdenky jejíž jméno zaniklo v roce 1989.

## Rozsah použití
Travelcard opravňuje k cestám těmito dopravními prostředky v oblasti Velkého Londýna:
- Metro
- Docklands Light Railway (DLR)
- Železnice
- Autobusy
- Tramvaje

Držitelé Travelcard mají nárok na slevu na některých linkách říční dopravy

## Platnost
Travelcard je vydávána s platností na jeden, tři a sedm dní nebo na dobu od jednoho měsíce do jednoho roku. Je platná do 4:30 dne následujícího po posledním dni platnosti.
Jednodenní a třídenní jízdenka existuje ve variantě mimo dopravní špičku (off-peak) nebo včetně dopravní špičky (peak). Druhou variantu je možno použít pro cestování v libovolnou hodinu, zatímco levnější první varianta je platná pouze v době od 9:30 v pracovní dny a po celý den v soboty, neděle a svátky. Jízdenky se sedmidenní a delší platností mohou být použity pro cesty bez omezení denní doby, včetně denní dopravní špičky.
Pro Travelcard s platností jeden měsíc a více je požadována registrace – průkazka s fotografií, a tato jízdenka je nepřenositelná.

## Papírová a Oyster card
Pokud je Travelcard zakoupena v prodejně TfL, pak jednodenní a třídenní jízdenka je papírová s magnetickým proužkem a jízdenka se sedmidenní a delší platností je dostupná pouze pro Oyster card (je nahrána na tuto kartu).
V případě zakoupení Travelcard v prodejnách National Rail jsou poskytovány pouze papírové jízdenky s magnetickým proužkem pro libovolnou dobu platnosti. Jen omezený počet prodejen National Rail prodává (nahrává) Travelcard na Oyster card.

## Zóny
Travelcard umožňuje cestování v rámci 6 zón se zónou 1 (která obsahuje City a West End) v centru a zónou 6 (obsahuje letiště Heathrow nebo Kingston, Uxbridge apod.) na obvodu. Mapa zón systému Travelcard na WWW stránkách Tfl).
Travelcard je možno zakoupit v definovaném počtu kombinací zón. Platnost jízdenky v závislosti na zónách a typu dopravního prostředku:
- V metru, DLR a železnici je jízdenka platná jen v zóně pro kterou je určena.
- V autobusech je Travelcard platná v oblasti Velkého Londýna bez ohledu na zónu, pro kterou je platná.
- V tramvajích (Tramlink) je možno jízdenku použít, pokud obsahuje platnost pro některou ze zón 3, 4, 5 nebo 6.

Případy, kdy je možno Travelcard použít na cesty mimo oblast Velkého Londýna:
- Na trase metra Central line do stanic v oblasti Epping Forest
- Na trase metra Metropolitan line, která obsahuje 7 stanic mimo Velký Londýn.
- Do některých železničních zastávek systému National Rail, začleněných do zóny 6.
- Některé linky autobusů zajíždějí mimo hranice Velkého Londýna.

V některých typech dopravních prostředků, například Heathrow Express, Travelcard neplatí.
Stejně tak jen některé říční dopravci, například Thames Clippers, poskytují pouze slevu na nákup svých vlastních jízdenek pro držitele Travelcard.